# Viaduto Glenfinnan

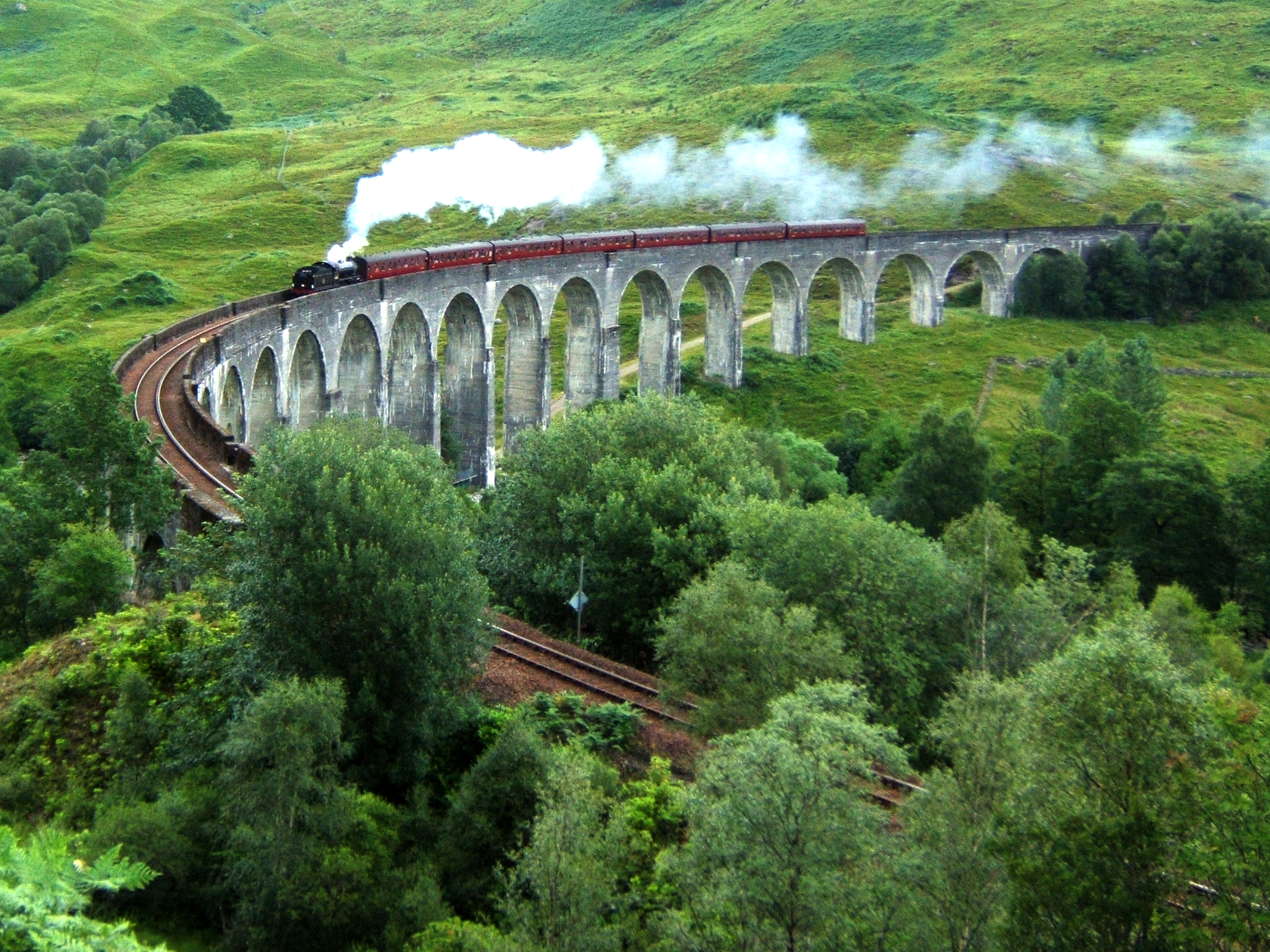
Viaduto Glenfinnan

O Viaduto de Glenfinnan (em inglês:  Glenfinnan Viaduct) é um viaduto ferroviário localizado na linha das Highlands Ocidentais que liga Glasgow a Mallaig através de Fort William, na Escócia.
Foi construído entre 1897 e 1901 guiando a obra o engenheiro Robert McAlpine, e então foi um dos maiores viadutos edificados inteiramente com cimento. Tem 380 metros de comprimento e 21 arcos, dos quais o mais alto ultrapassa os 30 m.
Apesar de uma linha de trem normal continua funcionando entre Fort William e Mallaig regularmente, no verão entra em funcionamento um trem histórico especial, para fins turísticos.
O viaduto de Glenfinnan foi usado em vários filmes e séries de televisão, como Charlotte Gray ou Monarch of the Glen, mas ganhou projeção ao fazer uma aparição em Harry Potter e a Câmara Secreta, onde o Expresso de Hogwarts que leva os jovens à sua estada anual na escola aparece sobre este. Posteriormente também aparece em: Harry Potter e o Prisioneiro de Azkaban, Harry Potter e o Cálice de Fogo e Harry Potter e o Enigma do Príncipe, sempre por intermédio do Expresso.